# Lettre de Neacșu

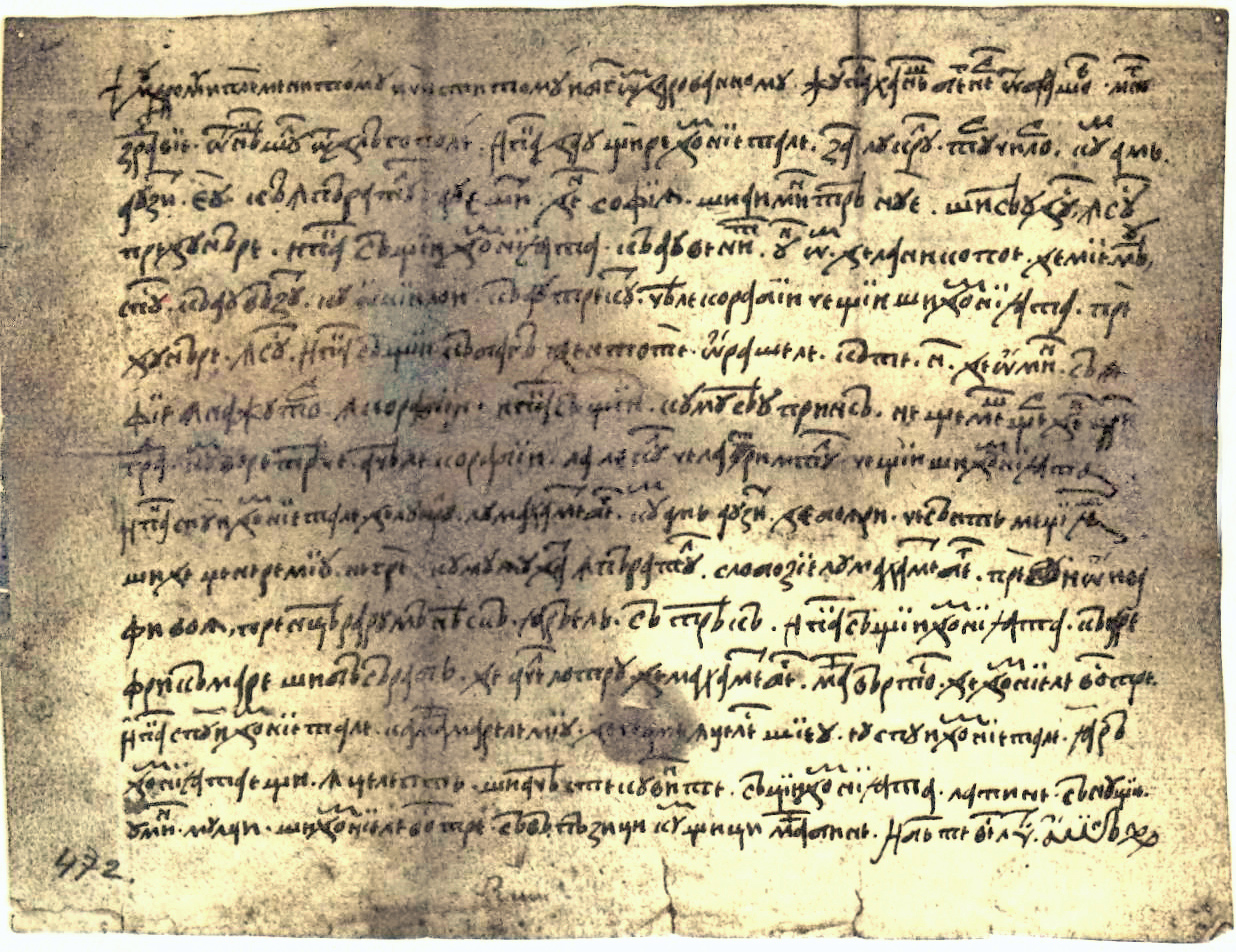
La lettre de Neacșu de Câmpulung.

La lettre de Neacșu de Câmpulung (en roumain : Scrisoarea lui Neacșu de la Câmpulung, en roumain ancien : Скрісѻрѣ льи дє ла Кымпȣлȣнг), rédigée en 1521, est l'un des documents en roumain les plus anciens pouvant être datés de manière fiable. 

## Liminaire
Du Xe siècle au début du XVIe siècle, la langue d'écriture utilisée par les Roumains est le vieux-slave, le premier document écrit en roumain étant la lettre de Neacșu.

## Description et contenu
Écrite en cyrillique, elle a été envoyée par Neacșu Lupu — un boyard de Dalgo Pole, Valachie (maintenant Câmpulung, en Roumanie) — à Johannes Benkner, le maire de Brassó, Royaume de Hongrie (maintenant Brașov, en Roumanie), l'avertissant de l'attaque imminente de la Transylvanie par l'Empire ottoman.

## Histoire
Le document a été découvert en 1894 par Friedrich Stenner aux Archives nationales, județ de Brașov, où il est encore conservé aujourd'hui. Le document, comportant un sceau apposé au verso du document, n'est pas daté mais aurait été rédigé à Dlăgopole Dalgo Pole, l'actuelle Câmpulung le 29 ou le 30 juin 1521. Cette datation est possible, et fiable, d'après les événements décrits dans la lettre. 